# Alain Robbe-Grillet
Alain Robbe-Grillet (1922-2008) là nhà văn, nhà làm phim người Pháp. Ông là người sáng lập trào lưu tiểu thuyết mới ở Pháp. Ông có phẩm chất độc nhất vô nhị và ảnh hưởng cao độ. Có rất nhiều biệt danh mà người ta đặt cho ông nhờ những đóng góp của nhà văn này như: "lãnh tụ của trào lưu tiểu thuyết mới", "giáo hoàng tiểu thuyết mới", "ma vương nửa đêm",...